# Nowa Karczma (gromada)
Nowa Karczma – dawna gromada, czyli najmniejsza jednostka podziału terytorialnego Polskiej Rzeczypospolitej Ludowej w latach 1954–1972.
Gromady, z gromadzkimi radami narodowymi (GRN) jako organami władzy najniższego stopnia na wsi, funkcjonowały od reformy reorganizującej administrację wiejską przeprowadzonej jesienią 1954 do momentu ich zniesienia z dniem 1 stycznia 1973, tym samym wypierając organizację gminną w latach 1954–1972.
Gromadę Nowa Karczma z siedzibą GRN w Nowej Karczmie utworzono – jako jedną z 8759 gromad na obszarze Polski – w powiecie kościerskim w woj. gdańskim na mocy uchwały nr 18/III/54 WRN w Gdańsku z dnia 5 października 1954. W skład jednostki weszły obszary dotychczasowych gromad Grabówko, Nowa Karczma, Skrzydłowo, Szumleś Królewski i Szumleś Szlachecki oraz miejscowość Zielona Wieś z dotychczasowej gromady Lubań ze zniesionej gminy Nowa Karczma, a także obszar szeregu parceli katastralnych z karty mapy 1 z dotychczasowej gromady Lubieszyn oraz północna część dotychczasowej gromady Liniewko Kościerskie o powierzchni 147,78,50 ha (granicząca z drogą publiczną prowadzącą z Nowego Barkoczyna do Lubieszyna) ze zniesionej gminy Liniewo – w tymże powiecie. Dla gromady ustalono 17 członków gromadzkiej rady narodowej.
1 stycznia 1960 do gromady Nowa Karczma włączono miejscowości obszar zniesionej gromady Grabowo Kościerskie w tymże powiecie.
1 stycznia 1962 do gromady Nowa Karczma włączono miejscowości Szatarpy i Guzy ze zniesionej gromady Wysin w tymże powiecie.
1 stycznia 1972 do gromady Nowa Karczma włączono miejscowości Będomin, Liniewko Kościerskie, Lubań i Rekownica oraz tereny z obrębu Nowy Barkoczyn o powierzchni 684,09 ha i tereny z obrębu Stary Barkoczyn o powierzchni 165,62 ha ze zniesionej gromady Nowy Barkoczyn w tymże powiecie.
Gromada przetrwała do końca 1972 roku, czyli do kolejnej reformy gminnej. 1 stycznia 1973 w powiecie kościerskim w woj. gdańskim reaktywowano zniesioną w 1954 roku gminę Nowa Karczma (w latach 1976–82 zniesiona, zastąpiona gminą Nowa Karczma-Liniewo; od 1999 w woj. pomorskim).